# Fraternité2020
Fraternité2020 to europejska inicjatywa obywatelska, która została założona w 2010 roku przez Europejską Sieć Obywateli. Głównym celem tej inicjatywy jest promowanie programów wymian międzynarodowych (EVS – Wolontariat Europejski, Erasmus, itp.) na obszarze Unii Europejskiej. Wspieranie tych programów miałoby polegać między innymi na przeznaczaniu dla nich większych środków z budżetu UE. Za cel Fratemité2020 stawia sobie także, aby 20% Europejczyków spędziło co najmniej 20 tygodni w innym kraju europejskim do końca 2020 roku. 

## Wstęp
Obecnie mobilność geograficzna na obszarze UE jest stosunkowo niska. Popularność programów wymian studenckich, takich jak Erasmus, jest ograniczony, np.: w roku 2006 zaledwie 1% wszystkich studentów w UE wzięło udział w tym programie. Jednym z powodów, dla których tak niewielka liczba studentów korzysta z programu Erasmus jest niewystarczające wsparcie finansowe. Dodatkowo według innych statystyk, które także wskazują na niską mobilność w obrębie UE, niski jest również odsetek obywateli UE mieszkających w innych krajach UE, niż ich ojczysty. W roku 2008 średnio tylko 2,3% całkowitej populacji UE-27 było obywatelami innego państwa członkowskiego.

## Cele
Obywatelska inicjatywa Fraternité2020 ma trzy cele:
- 20 miliardów euro rocznie powinno zostać przeznaczonych z budżetu UE na takie programy jak: Erasmus i EVS, tak aby więcej osób mogło w nich uczestniczyć otrzymując równocześnie wyższe dotacje.

- Górna granica wieku dla odbycia wolontariatu EVS (obecnie 30 lat) powinna zostać zniesiona, tak aby wszyscy, bez względu na wiek, mieli szansę na uczestnictwo w programie.

- Wszelkie inne środki powinny zostać przedsięwzięte, jeśli okażą się konieczne do realizacji celu, aby 20% Europejczyków dobrowolnie spędziło co najmniej 20 tygodni w innym kraju europejskim (z innym językiem ojczystym) do końca roku 2020.

## Krytyka
Inicjatywa Fraternité2020 jest krytykowana za swój zbyt szeroki zakres, przez który nie może być rozpatrywana jako europejska inicjatywa obywatelska na mocy artykułu 11 Traktatu Lizbońskiego, który przewiduje, że takie inicjatywy mogą być tylko bezpośrednio skierowana do Komisji Europejskiej. Zwłaszcza trzeci cel inicjatywy uznano za zbyt szeroki, głównie przez to , że odnosi się on do państw członkowskich UE. Inicjatorzy zasugerowali bowiem wzmocnienie działań na rzecz nauczania języków obcych w szkołach publicznych, podczas gdy edukacja wyraźnie nie należy do zakresu kompetencji europejskich. Organizatorzy, chcąc odeprzeć zarzuty, skierowali inicjatywę Fraternité2020 do Rady Europejskiej, a także do Parlamentu Europejskiego, zatem do dwóch organów, które wspólnie ustalają budżet UE, a w tym także zmiany, które przewiduje pierwszy cel inicjatywy Fraternité2020. Dzieje się to jednak i tak na wniosek Komisji Europejskiej. 

## Poparcie społeczeństwa
Pomysłodawcy starają się zdobyć poparcie dla swojej inicjatywy szczególnie wśród naukowców, kosmopolitów i artystów. Ci ostatni są zachęcani do przedstawiania nowych propozycji dotyczących wyglądu flagi europejskiej i hymnu.